# Centris transversa
Centris transversa är en biart som beskrevs av Pérez 1905. Centris transversa ingår i släktet Centris och familjen långtungebin. Inga underarter finns listade.